# 꼬마 하루방 제돌이
꼬마하루방 제돌이는 제주도의 대표 상징물인 돌하르방을 기반으로 디자인 개발 된 캐릭터다. 제주도의 사회적기업인 '시와월드'에서 제작한 캐릭터로 제주의 아름다운 자연과 문화, 역사를 알리기 위해 다양한 활동을 펼치고 있다. 오랜 세월 제주 성문을 지켜온 돌하르방을 본받아서 아름다운 섬 제주를 아끼고, 보호하기 위해 다양한 활동을 벌이고 있다.

2012년 <아이러브 캐릭터 공모전>에서 ‘대상’을 수상. 같은 해 <한국 캐릭터 문화산업협회>에서 ‘지역 캐릭터 상’을, 2013년도 <제주 관광기념품 공모전>에서 상을 받아 세상에 나왔다.
이후 2015년도까지 3년 연속 <제주국제감귤박람회> 홍보 캐릭터 및 제주사회적경제 홍보대사로도 활동중이다. 최근 유네스코에서 소멸 위기에 처한 언어 4단계로 분류된 제주어를 되살리기 위해, 유아용 제주어 교육 책 발간 사업에서 주인공 역할을 맡아 제주어 보호에 앞장서고 있다.

## 활동내역
| 년도 | 활동내역                                      |
| ---- | --------------------------------------------- |
| 2012 | 아이러브 캐릭터 공모전 ‘대상’ 수상            |
| 2012 | 한국 캐릭터 문화산업협회 ‘지역 캐릭터상’ 수상 |
| 2013 | 서귀포 감귤 박람회 홍보 캐릭터 선정           |
| 2013 | 제주 감귤 박람회 CF 출연                      |
| 2013 | 제주 관광기념품 공모전 당선                   |
| 2014 | 서귀포 국제 감귤박람회 홍보 캐릭터 선정       |
| 2014 | 서귀포 국제 감귤박람회 CF 출연                |
| 2014 | 제주 전통문화엑스포 참가                      |
| 2014 | 제주 관광 날씨APP 홍보 캐릭터 선정            |
| 2015 | 2015 제주사회적경제 홍보대사                  |
| 2015 | 제주 국제 감귤박람회 홍보 캐릭터 선정         |
| 2015 | 2015 제주 국제 감귤박람회 CF 출연             |
| 2015 | <꼬마 하루방 제돌이> 애니메이션 제작 준비 중  |
| 2015 | 제주어 교육책 발간                            |

## 캐릭터 소개

### 제돌이
탐라마을 최단신. 장난꾸러기 모험중독 꼬마하루방. 덕분에 사건사고가 끊이질 않는다.
이 이야기의 주인공이며, 제주도를 지키는 탐라지기이기도 하다. ‘불’의 초능력을 사용한다.

### 송이
송이는 꼬마하루방 중 유일한 여자아이다. 별명은 잔소리 공주. 꽃을 좋아하며,
철없는 꼬마하루방들의 큰 누나 역할을 한다. 탐라지기로서 ‘나무’의 초능력을 사용한다.

### 또또
잘난척쟁이 꼬마하루방. 자칭 탐라마을 최고 브레인인 또또는 탐라지기로서 ‘바람’의 초능력을 사용한다.
인기 많은 제돌이를 질투해서 라이벌로 여기고 있다. 실은 송이를 짝사랑하는 중이다.

### 마루
탐라마을 최고 요리사인 마루의 취미는 새로운 요리를 만드는 것. 대표적인 요리로 씹을수록 단단해지는
껌, 입에 넣으면 터지는 만두 등이 있다. 탐라지기로서 물의 초능력을 사용한다.

### 바우
우람한 덩치와 까만 선글라스에서 나오는 강력한 존재감. 그렇지만 정체는 탐라마을에서 제일 소심한 꼬마하루방인 바우는
탐라지기로서 ‘땅’의 초능력을 사용해서 제주도를 지킨다.

### 봉봉이
날아다니는 한라봉 봉봉이는. 어두운 밤이 되면 나무에 데롱데롱 매달려서 잠을 잔다.
덕분에 가끔 수확당하는 불상사가 발생하기도 한다. 제돌이의 애완동물 2호다.

### 찰스
항상 ‘아메리카 스타일’을 외치는 허풍쟁이 망아지 찰스. 사실은 미국엔 가본적도 없는 제주 토종망아지다.
제돌이의 애완동물 1호이며, 탐라마을 최고의 먹보.

### 수니
해녀를 꿈꾸는 꼬마아가씨. 돌하루방이 살아있다는 걸 알고 있는 유일한 인간이다.
물을 무서워하는 수니는 제돌이 덕분에 물 공포증을 극복하고, 제돌이와 비밀친구가 된다.

### 큰하루방
제주도의 탄생부터 살아온 마을 최고의 어르신이자 탐라마을의 초대촌장님. 모르는 게 없는 만물사전이지
만, 기력이 떨어져서 대화하다가 종종 졸곤 하는 게 유일한 흠이다.

### 깨루
깨루: 공부도 평범, 운동도 평범, 인기도 평범한 그야말로 평범남 꼬마하루방. 탐라지기가 된 친구들을 몹시 부러워하는 중이다.
과연 깨루는 제주도를 지키는 전설의 영웅. 탐라지기로 변신할 수 있을까?

### 하나와두리
쓰렉또롱 형제의 계략으로 탄생한 장난꾸러기 쌍둥이 꼬마하루방. 제돌이와 친구들의 도움으로
진정한 돌하루방으로 다시 태어난다.

### 화룡이&수룡이
탐라마을의 수호용이자 마스코트. 분리수거가 잘 된 재활용쓰레기를 먹고 산다. 평소에는 순하지만, 화나면 뭐든지 깨물어버린다.

### 쓰렉또롱&쓰렉뚜룽
우주에서 제일 지저분한 별인 '쓰렉똥 별'에서 온 침략자들. 형인 쓰렉또롱과 동생인 쓰렉뚜룽은 지구에서 가장 깨끗하고
아름다운 탐라마을을 더럽히려고 지구에 왔다. 매번 기발한 침략방법을 찾아내지만, 꼭 2% 부족해서 실패하고 만다.